# Goodlands
Goodlands è un centro abitato di Mauritius, situato nel distretto di Rivière du Rempart.